# Der Flüchtling
Der Flüchtling ist eine Bearbeitung von Johann Nestroys Stück Der alte Mann mit der jungen Frau von 1849, das dieser nicht aufführen ließ. Die Bearbeiter waren Vinzenz Chiavacci und Ludwig Ganghofer, die Uraufführung fand am 24. Oktober 1890 im Deutschen Volkstheater statt.

## Inhalt
Abweichend von Nestroys Original spielt das Stück nicht im nachrevolutionären Wien von 1850, sondern zur Zeit der französischen Invasion im Jahre 1809. Die Personen bleiben dabei im Großen und Ganzen dieselben, auch die beiden parallel laufenden und nur lose miteinander verbundenen Handlungen sind dieselben wie bei Nestroy.
Therese, die Gattin des Gutsbesitzers Anton Frankner, wird von einem französischen Offizier bedrängt. Der die Ehre seines Hauses energisch verteidigende Anton muss deshalb fliehen, wird gefangen genommen und kann abermals entkommen. Antons Besitz wird enteignet, seine Frau und seine Mutter vertrieben. Der reiche Theodor Kern nimmt sich der hilflosen Frauen an und stellt Therese, um etwaige Verfolger zu täuschen, als Dienerin an. Auch den geflohenen Anton verbirgt er mit Hilfe des Wirtes Holler auf einer Alm.
Die Ehe Kerns mit seiner bedeutend jüngeren Gattin Regine ist nicht problemlos: Regine liebt zwar ihren Mann, lässt sich aber aus Langeweile und auf Anraten ihrer dummstolzen Mutter Frau Strunk die Huldigungen von Baron Rehfeld gefallen. Der Diener Gabriel verrät Kern die Angelegenheit und trotz eines klärenden Gesprächs der Ehegatten bleibt Kern misstrauisch.
Bei einer Zusammenkunft von Therese und Anton auf der Alm, von Kern arrangiert, sorgt die Gräfin Steinheim, Rehbergs Schwester, dafür, dass sich Regine und ihr Bruder dort ebenfalls begegnen. Regine weist Rehfelds Annäherungsversuche entschieden zurück, der dazwischen tretende Kern stellt den Verführer zur Rede, der sich dabei als erbärmlicher Feigling erweist. Therese hat ihr Abenteuer längst bereut, aber als sie sieht, wie Kern freundlich mit Therese umgeht – sie ist ja in die Zusammenhänge nicht eingeweiht – wird sie eifersüchtig. Doch gerade dadurch wird Kern von ihrer Zuneigung zu ihm überzeugt. Damit lösen sich beide Handlungsstränge positiv auf: Kern und Regine finden wieder zueinander und der Abzug der Franzosen erlaubt es Anton, zu seiner inzwischen Mutter seines Sohnes gewordenen Therese zurückzukehren.

## Werksgeschichte
Vinzenz Chiavacci (1847–1916) und Ludwig Ganghofer (1855–1920) waren die Wiederentdecker von Nestroys verloren geglaubtem Stück Der alte Mann mit der jungen Frau und sie beschlossen, es auf die Bühne zu bringen. Eine kräftige Überarbeitung schien ihnen notwendig, da auch die Zensur der Zeit um 1890 das Original keinesfalls akzeptiert hätte. Außerdem wollten sie das Werk in Richtung eines Volksstückes mit Gesangseinlagen „verbessern“ – was ihnen eher misslang – um damit erhebliche Einnahmen zu erzielen. Mit den Erben Nestroys, die vom ursprünglichen Stück ebenfalls keinen finanziellen Erfolg mehr erwarten durften, denn die Regelschutzfrist war abgelaufen, schlossen sie einen Vertrag auf Basis einer Tantiementeilung. Je ein Drittel der Erlöse sollten an die Erben, an Chiavacci und an Ganghofer gehen, doch trotz dieser an sich klaren Regelung kam es bei der Abrechnung fast zu einem Zivilprozess. 
Der Zensurakt für das Werk mit einer ausführlichen Inhaltsangabe wurde am 3. März 1890 von der k.k. Polizeidirektion Wien an das k.k. Niederösterreichische Statthalterei-Präsidium als zuständige Oberbehörde übermittelt und fiel, abgesehen von minimalen Streichungen, positiv aus. Am 16. März kam dann der ebenfalls positive Erlass des Statthalterei-Präsidiums, womit der Uraufführung nichts mehr im Wege stand.
Um den Publikumserfolg sicherzustellen, wurde die Bearbeitung nicht mit dem Hinweis nach Nestroy, sondern von Nestroy präsentiert. Dennoch wurde das Stück bereits nach 13 Vorstellungen abgesetzt, und eine zweite (nicht sicher belegte) Inszenierung in Linz brachte ebenfalls keinen Erfolg. Ganghofer schrieb an eine der Erbinnen, Frau Stefanie Nestroy-Bene, am 28. Dezember 1891:
„Die Erwartungen, welche wir auf ein Geschäft mit dem Theater setzten, haben sich leider nicht erfüllt. ‚Der Flüchtling‘ wurde in Deutschland nirgends zur Aufführung angenommen. […] und so scheint es leider unabänderlich, daß mein Verleger einen sehr, sehr schweren Schaden erleiden muß – über 15.000 Mark.“

## Zeitgenössische Rezeption
Alle Kritiker gingen wegen der (absichtlich?) unklaren Vorankündigungen davon aus, dass es sich beim Flüchtling um das Originalwerk Nestroys handeln müsse.
Am 25. Oktober 1890 erschien eine Besprechung des Librettisten Alexander Landesberg in der Wiener Sonn- und Montags-Zeitung (Nr. 294, S. 1 f.), der für seine beiden Redaktionskollegen Chiavacci und Ganghofer kräftig die Werbetrommel rührte. Entgegen der Realität schrieb er von „einem schier unglaublichen großen Erfolge“ und mischte in der ausführlich beschriebenen Entstehungsgeschichte ungeniert Dichtung und Wahrheit.
Das Illustrirte Wiener Extrablatt vom 25. Oktober (Nr. 294, S. 5) ließ sich als originelle Idee eine vom verstorbenen Nestroy persönlich aus dem Jenseits verfasste Kritik einfallen (sein Leichnam war am 22. September 1890 vom Ortsfriedhof Währing in ein Ehrengrab auf dem Wiener Zentralfriedhof überstellt worden):
„Die Exhumierung steckt mir noch in allen Gliedern. […] Warum ich so viel von meiner Ausgrabung rede? Weil ich gestern wieder exhumiert worden bin, und zwar geistig exhumiert.“
Es folgt dann eine humorvolle Rezension über das Stück, darin wird positiv vermerkt, dass er offenbar bei seinen Wienern noch nicht ganz vergessen sei und auch die Aufführung sowie die Darsteller werden gelobt.
Die Deutsche Rundschau schrieb am 26. Oktober (Nr. 50, S. 7) eher kritisch:
„Die Herren Bearbeiter haben den ursprünglichen Nestroy etwas mitgenommen, indem sie seinem Zeuge einige ‚G'stanzeln‘ und Couplets anflickten.“
Das Fremdenblatt meldete grundsätzliche Bedenken dagegen an, das Alt-Wiener Volkstheater mit diesem Stück neu beleben zu wollen, sei doch das moderne höherstehend.
„Die schablonenhaften Figuren einer längst abgestorbenen und überwundenen Theaterzeit treten wieder vor uns, man belächelt, aber belacht sie nicht, und das Derbste an Scherz und Spaß muss aushelfen, um die zweifelhafte Wirkung zu verstärken.“
Die humoristisch-satirische Zeitschrift Der junge Kikeriki schrieb am 2. November (X. Jg., Nr. 662, S. 4):
„Diesmal haben sich gar zwei lebende Dichter, Ganghofer und Chiavacci, über einen todten, den Nestroy, hergemacht, und diese haben thatsächlich mehr von Nestroy gefunden, als jüngst die Exhumierungs-Commission.“
Das Vaterland und die Oesterreichische Volks-Zeitung reagierten durchwegs kritisch bis ablehnend auf die Neuinszenierung, die Extrapost und die Wiener Theaterzeitung fanden hingegen die Leistung der beiden Bearbeiter durchaus beachtenswert.
Spekulationen verschiedener Zeitschriften nach der Erstaufführung des überarbeiteten Stückes, Nestroys Original wäre „nachweislich“ im Juli und August 1849 geschrieben worden, entbehren genau dieses Nachweises.